# 파레이돌리아

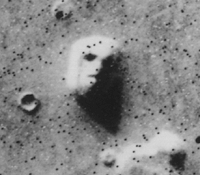
화성 인면암의 메사 위성 사진. 외계생명 거주의 증거로 인용된다. "얼굴" 모습으로 보이는 부분은 실제로는 자연 바위 형성으로 인한 것이다.

파레이돌리아(pareidolia) 또는 변상증(變像症)은 일반적으로 영상이나 소리 등의 자극을 통해 전혀 관련이 없는 패턴을 느낌으로써 이에 심적으로 반응하는 심리적 현상이다.
일반적으로는 구름 모양의 짐승, 얼굴, 물건, 그리고 화성 인면암, 옥토끼, 거꾸로 재생하거나 빠르거나 느린 속도로 재생되는 녹음된 음악의 히든 메시지, 에어컨이나 선풍기에서 나오는 임의의 소리 속 음성 등을 예로 들 수 있다.

## 용어
이 용어는 "옆에서, 대신에"를 뜻하는 그리스어 낱말 para-(여기서는 문맥상 잘못된 것을 의미)와 명사 eidōlon(형상, 영상을 의미)이 합쳐진 것이다.

## 개요

단순한 선의 모임은 빠르게 얼굴로 인식할 수 있으며 특정한 감정 표현으로 해석될 수도 있다.

파레이돌리아는 사람들이 빛, 그림자, 얼굴의 임의의 영상이나 패턴을 해석할 수 있게 만든다. 2009년의 한 뇌자도 연구에서 얼굴로 인식된 물체들은 얼굴에 의해 떠올려진 것과 비슷한 시간과 지점으로 165 밀리초 속도로 방추형 얼굴 영역(Fusiform Face Area, FFA)의 활성화로 떠올려지는 반면, 그 밖의 물체들은 이러한 활성화를 보이지 않는다. 이러한 활성화는 실제 얼굴에 대했을 때(130 밀리초로 조금 더 빠름)와 비슷한 양상을 지닌다. 저자들은 얼굴과 유사한 물체에서 떠올리는 얼굴 인식은 상대적으로 초기의 과정이며 뒤늦은 인식 재해석 현상이 아니라고 이야기한다.
파레이돌리아는 아포페니아의 하위 분류로 간주될 수 있다.

## 같이 보기
- 성군
- 거울 신경 세포
- 몬더그린
- 심리 투영
- 시뮬라크르
- 공시성
- 조개치레
- 말머리 성운